# Lithostege cinerata
Lithostege cinerata is een vlinder uit de familie spanners (Geometridae). De wetenschappelijke naam is voor het eerst geldig gepubliceerd in 1924 door Turati.
De soort komt voor in Europa.